# 兵庫県道718号明石高砂線
兵庫県道718号明石高砂線（ひょうごけんどう718ごう あかしたかさごせん）は、兵庫県明石市から高砂市に至る一般県道である。

## 概要
明石市大明石町1丁目から高砂市曽根町に至る。
この道路は1956年（昭和31年）から1996年（平成8年）まで国道250号の一部であった。国道250号のバイパスとして明姫幹線が全通後もしばらくは国道として管理されていたが、県道に降格した。また高砂市内では国道時代から一部ルートが変更されている。県道降格後も生活道路としてはもちろん、明石市東部は国道28号と国道250号を結ぶ幹線道路として利用され交通量が多い。幅員は狭く事故が多いので改良が望まれている。
2009年（平成21年）1月現在、明石市林崎周辺で歩道設置工事が実施されており、新明町交差点と林神社南交差点との間では、かつての幅員よりもわずかながら拡張されている。今後順次、道路拡張や歩道整備（設置）などの工事が実施され、徐々にではあるが改良がされている模様。
通称は「旧浜国道」（旧浜国）だが、沿線では県道に降格した事を知らない人もいるために、依然「浜国道」（浜国）とも呼ばれている。また、明石市街地の南北部分（兵庫県道16号明石神戸宝塚線へ続く）は1971年（昭和46年）3月31日まで国道28号に指定されていたから「明淡国道」と呼ばれていた。現在では主要地方道昇格計画がある（加古川を渡る前後は主要地方道の兵庫県道19号加古川高砂線と重複している）。
明石市内の区間は神姫バスが運行されているが、以前明石市営バスが運行していた頃は、経由地表記が『旧浜国道経由』と表記されていた。2020年（令和2年）10月までは加古川駅と播磨町駅・高砂駅を結ぶバスも運行しており現在はかこバスが別府駅から大崎を通って加古川駅との間を結んでいる。
明石市街地の一部区間（明石港前交差点 - 大観橋東交差点間）および、高砂市内の一部区間（相生橋西詰交差点 - 文化会館東交差点）が制限速度50 km/h区間で、それ以外は40 km/h区間である。
以前は明石警察署前交差点から東側の区間が50 km/h区間だった。
全線を通して山陽電気鉄道とほぼ併走する。

### 路線データ
- 起点：明石市大明石町1丁目（大明石町1丁目交差点、国道2号交点、兵庫県道16号明石神戸宝塚線起点、兵庫県道52号小部明石線終点）
- 終点：高砂市曽根町（曽根交差点、国道250号交点、兵庫県道555号曽根阿弥陀線起点）
- 総延長：26.978 km

## 路線状況

### 重複区間
- 兵庫県道19号加古川高砂線（加古川市尾上町養田・養田交差点 - 高砂市高砂町藍屋町・相生橋西詰交差点）

### 道路施設

#### 橋梁
- 大観橋（明石川、明石市）
- 青竜橋（藤江川、明石市）
- 谷八木橋（谷八木川、明石市）
- 新江井ヶ島橋（赤根川、明石市）
- 八幡橋（瀬戸川、明石市）
- 本荘橋（喜瀬川、加古郡播磨町）
- 別府橋（別府川、加古川市）
- 大崎橋（下り線：泊川、加古川市、兵庫県道19号加古川高砂線重複区間内）
- 新大崎橋（上り線：泊川、加古川市、兵庫県道19号加古川高砂線重複区間内）
- 相生橋（加古川、加古川市 - 高砂市、兵庫県道19号加古川高砂線重複区間内）
- 永楽橋（堀川、高砂市）
- 千鳥大橋（法華山谷川、高砂市）
- 天満橋（鹿島川、高砂市）

## 地理

### 通過する自治体
- 明石市
- 加古郡播磨町
- 加古川市
- 高砂市

### 交差する道路
| 交差する道路                                                             | 市町村名 | 市町村名 | 交差する場所      | 交差する場所               |
| ------------------------------------------------------------------------ | -------- | -------- | ----------------- | -------------------------- |
| 国道2号 国道250号 重複 兵庫県道16号明石神戸宝塚線 兵庫県道52号小部明石線 | 明石市   | 明石市   | 大明石町1丁目     | 大明石町1丁目交差点 / 起点 |
| 兵庫県道201号明石港線                                                    | 明石市   | 明石市   | 本町2丁目         |                            |
| 兵庫県道202号林崎港線                                                    | 明石市   | 明石市   | 林崎町2丁目       | 林神社南交差点             |
| 兵庫県道380号江井ヶ島大久保停車場線                                      | 明石市   | 明石市   | 大久保町江井島    | 江井島交差点               |
| 兵庫県道379号岩岡魚住線                                                  | 明石市   | 明石市   | 魚住町中尾        | 中尾交差点                 |
| 兵庫県道208号二見港土山線                                                | 明石市   | 明石市   | 二見町西二見      | 南二見人工島入口交差点     |
| 兵庫県道382号本荘平岡線 兵庫県道539号東播磨港線                          | 加古郡   | 播磨町   | 本荘1丁目         | 人工島北交差点             |
| 兵庫県道553号別府平岡線                                                  | 加古川市 | 加古川市 | 別府町緑町        | 別府緑町交差点             |
| 兵庫県道129号別府港加古川停車場線                                        | 加古川市 | 加古川市 | 別府町石町        | 別府交差点                 |
| 兵庫県道386号野口尾上線                                                  | 加古川市 | 加古川市 | 尾上町池田        | 池田交差点                 |
| 兵庫県道209号鶴林寺線                                                    | 加古川市 | 加古川市 | 尾上町長田        | 尾上町長田交差点           |
| 兵庫県道19号加古川高砂線 重複区間起点                                    | 加古川市 | 加古川市 | 尾上町養田        | 養田交差点                 |
| 兵庫県道19号加古川高砂線 重複区間終点 兵庫県道210号高砂港線              | 高砂市   | 高砂市   | 高砂町藍屋町      | 相生橋西詰交差点           |
| 兵庫県道79号高砂加古川加西線                                             | 高砂市   | 高砂市   | 荒井町小松原1丁目 | 文化会館東交差点           |
| 兵庫県道43号高砂北条線                                                   | 高砂市   | 高砂市   | 荒井町中新町      | 小松原交差点               |
| 兵庫県道391号伊保宝殿停車場線                                            | 高砂市   | 高砂市   | 伊保3丁目         | 伊保交差点                 |
| 兵庫県道395号曽根魚橋線                                                  | 高砂市   | 高砂市   | 曽根町            | 松陽交差点                 |
| 国道250号 兵庫県道555号曽根阿弥陀線                                      | 高砂市   | 高砂市   | 曽根町            | 曽根交差点 / 終点          |

### 交差する鉄道
- 山陽電気鉄道本線

### 沿線
- JR西日本山陽本線 明石駅
- 山陽電気鉄道本線
  - 山陽明石駅 - 林崎松江海岸駅 - 藤江駅 - 中八木駅 - 江井ヶ島駅 - 西江井ヶ島駅 - 山陽魚住駅 - 東二見駅 - 高砂駅
- 魚の棚商店街
- 明石市立衣川中学校
- 明石警察署
- 明石市立林小学校
- 林崎松江海岸
- 明石市立藤江小学校
- 明石市立谷八木小学校
- 明石市立江井島小学校
- 明石市立錦浦小学校
- 明石市立二見小学校
- 明石病院
- 薬師院ぼたん寺
- 御厨神社
- イトーヨーカドー明石店
- 兵庫県立播磨南高等学校
- 播磨町立播磨南中学校
- 播磨町立播磨南小学校
- 加古川警察署
  - 本荘交番
  - 尾上交番
- アリオ加古川
- 加古川市立別府小学校
- 加古川市立別府西小学校
- 加古川市立浜の宮中学校
- 浜の宮公園
- 浜ノ宮郵便局
- 加古川市立尾上小学校
- 高砂文化会館
- 兵庫県立高砂高等学校
- 高砂郵便局
- 高砂市役所
- 高砂市立荒井中学校
- 高砂市立伊保小学校
- 高砂市立松陽中学校
- 高砂警察署 曽根交番